# Aepisaurus

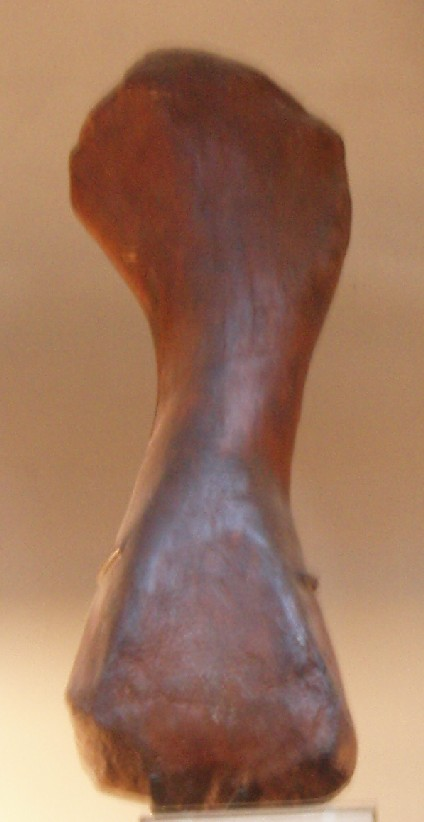
Een afgietsel van het holotype van Aepisaurus

Aepisaurus is een geslacht van plantenetende dinosauriërs, wellicht behorend tot de groep van de Sauropoda, dat tijdens het vroege Krijt leefde in het gebied van het huidige Frankrijk.
De typesoort Aepisaurus elephantinus is in 1852 benoemd en beschreven door François Louis Paul Gervais. De geslachtsnaam is afgeleid van het Klassiek Griekse αἰπεινός (aipeinos), "hoog". De soortaanduiding betekent "olifantachtig" in het Latijn. Vaak is de naam, ook in wetenschappelijke publicaties, foutief als "Aepysaurus" gespeld.
Het fossiel, het holotype, bestaat uit een opperarmbeen in 1841 door Prosper Renaux gevonden op de Mont Ventoux, nabij Bédoin, in lagen uit het Albien, 100 miljoen jaar oud. Het bot is negentig centimeter lang, bovenaan 33 centimeter, in het midden vijftien centimeter en onderaan 25 centimeter breed. Gervais wees ook een tand aan de soort toe maar daarvan wordt tegenwoordig gedacht dat die van een krokodilachtige is. Het holotype wordt in de literatuur vaak vermeld als zoekgeraakt maar de onderkant is later weer teruggevonden. Het bevindt zich in de collectie van de Universiteit van Montpellier met als inventarisnummer BED01. In Parijs bevindt zich in het Muséum national d'histoire naturelle een afgietsel met inventarisnummer MNHN 1868-242.
Gervais zelf dacht dat Aepisaurus tot de Iguanodontidae behoorde maar Othniel Charles Marsh begreep in 1896 als eerste dat het vermoedelijk om een sauropode ging. Friedrich von Huene bepaalde dat in 1927 nader tot de Titanosauridae wegens een vermeende gelijkenis met de humerus van Laplatasaurus en dat zou lange tijd een gebruikelijke indeling blijven. Tegenwoordig wordt echter aangenomen dat het bot eigenlijk geen enkel kenmerk van een bekende sauropode subgroep toont en dat het dus zelfs maar de vraag is of het wel een sauropode betreft. Mocht het een sauropode zijn, wat gezien de afmetingen wel waarsschijnlijk is, dan is het de eerste die buiten Engeland is ontdekt. In ieder geval is het een relatief klein dier met een lengte van ongeveer tien meter.